# Jamaica az 1976. évi nyári olimpiai játékokon
Jamaica a kanadai Montréalban megrendezett 1976. évi nyári olimpiai játékok egyik részt vevő nemzete volt. Az országot az olimpián 3 sportágban 20 sportoló képviselte, akik összesen 2 érmet szereztek.

## Érmesek
| Érem  | Versenyző      | Sportág  | Versenyszám |
| ----- | -------------- | -------- | ----------- |
| Arany | Donald Quarrie | Atlétika | Férfi 200 m |
| Ezüst | Donald Quarrie | Atlétika | Férfi 100 m |

## Atlétika
Férfi
| Versenyző                                                       | Versenyszám     | Előfutam | Előfutam | Előfutam | Negyeddöntő | Negyeddöntő | Negyeddöntő | Elődöntő | Elődöntő | Elődöntő | Döntő   | Döntő    |
| Versenyző                                                       | Versenyszám     | Idő      | Hely.    | Össz.    | Idő         | Hely.       | Össz.       | Idő      | Hely.    | Össz.    | Idő     | Helyezés |
| --------------------------------------------------------------- | --------------- | -------- | -------- | -------- | ----------- | ----------- | ----------- | -------- | -------- | -------- | ------- | -------- |
| Colin Bradford                                                  | 100 m           | 10,64    | 4.       | 22.**    | 10,62       | 7.          | 23.         | kiesett  | kiesett  | kiesett  | kiesett | kiesett  |
| Colin Bradford                                                  | 200 m           | 21,57    | 3.       | 23.*     | 21,03       | 4.          | 10.*        | 21,09    | 4.       | 7.       | 21,17   | 7.       |
| Donald Quarrie                                                  | 200 m           | 20,85    | 1.       | 1.       | 20,28       | 1.          | 1.          | 20,48    | 1.       | 1.       | 20,23   |          |
| Donald Quarrie                                                  | 100 m           | 10,38    | 1.       | 3.       | 10,33       | 1.          | 5.          | 10,26    | 2.       | 3.       | 10,08   |          |
| Alfred Daley                                                    | 400 m           | 48,04    | 4.       | 32.      | 48,46       | 7.          | 29.         | kiesett  | kiesett  | kiesett  | kiesett | kiesett  |
| Leighton Priestley                                              | 400 m           | 46,74    | 5.       | 11.      | 46,45       | 5.          | 13.         | kiesett  | kiesett  | kiesett  | kiesett | kiesett  |
| Seymour Newman                                                  | 800 m           | 1:48,46  | 2.       | 19.      |             |             |             | 1:47,22  | 5.       | 11.      | kiesett | kiesett  |
| Leighton Priestley Donald Quarrie Colin Bradford Seymour Newman | 4 × 400 m váltó | 3:03,86  | 3.       | 5.       |             |             |             |          |          |          | 3:02,84 | 5.       |

Női
| Versenyző                                                     | Versenyszám     | Előfutam | Előfutam | Előfutam | Negyeddöntő      | Negyeddöntő      | Negyeddöntő      | Elődöntő | Elődöntő | Elődöntő | Döntő   | Döntő    |
| Versenyző                                                     | Versenyszám     | Idő      | Hely.    | Össz.    | Idő              | Hely.            | Össz.            | Idő      | Hely.    | Össz.    | Idő     | Helyezés |
| ------------------------------------------------------------- | --------------- | -------- | -------- | -------- | ---------------- | ---------------- | ---------------- | -------- | -------- | -------- | ------- | -------- |
| Lelieth Hodges                                                | 100 m           | 11,54    | 3.       | 24.      | 11,58            | 6.               | 21.*             | kiesett  | kiesett  | kiesett  | kiesett | kiesett  |
| Rosie Allwood                                                 | 100 m           | 11,35    | 3.       | 7.*      | 11,34            | 3.               | 8.               | 11,32    | 5.       | 9.       | kiesett | kiesett  |
| Rosie Allwood                                                 | 200 m           | 23,34    | 3.       | 8.*      | 23,40            | 5.               | 14.              | kiesett  | kiesett  | kiesett  | kiesett | kiesett  |
| Jackie Pusey                                                  | 200 m           | 23,56    | 2.       | 21.      | 23,42            | 4.               | 15.              | 23,31    | 7.       | 13.      | kiesett | kiesett  |
| Carol Cummings                                                | 200 m           | 23,50    | 5.       | 17.      | 23,45            | 4.               | 16.              | 23,41    | 7.       | 15.      | kiesett | kiesett  |
| Carol Cummings                                                | 100 m           | 11,69    | 6.       | 27.      | 11,75            | 7.               | 27.              | kiesett  | kiesett  | kiesett  | kiesett | kiesett  |
| Helen Blake                                                   | 400 m           | 53,93    | 6.       | 30.*     | kiesett          | kiesett          | kiesett          | kiesett  | kiesett  | kiesett  | kiesett | kiesett  |
| Marilyn Neufville                                             | 400 m           | 52,93    | 4.       | 19.      | nem állt rajthoz | nem állt rajthoz | nem állt rajthoz | kiesett  | kiesett  | kiesett  | kiesett | kiesett  |
| Ruth Williams-Simpson                                         | 400 m           | 54,07    | 5.       | 32.      | 53,88            | 8.               | 28.              | kiesett  | kiesett  | kiesett  | kiesett | kiesett  |
| Lelieth Hodges Rosie Allwood Carol Cummings Jackie Pusey      | 4 × 100 m váltó | 43,88    | 4.       | 8.       |                  |                  |                  |          |          |          | 43,24   | 6.       |
| Helen Blake Carol Cummings Jackie Pusey Ruth Williams-Simpson | 4 × 400 m váltó | kizárták | kizárták | kizárták |                  |                  |                  |          |          |          | kiesett | kiesett  |

| Versenyző   | Versenyszám | Selejtező | Selejtező | Döntő    | Döntő    |
| Versenyző   | Versenyszám | Eredmény  | Helyezés  | Eredmény | Helyezés |
| ----------- | ----------- | --------- | --------- | -------- | -------- |
| Audrey Reid | Magasugrás  | 180 cm    | 16.*      | 178 cm   | 21.      |

| Versenyző    | Versenyszám | 100 m gát | 100 m gát | Súlylökés | Súlylökés | Magasugrás | Magasugrás | Távolugrás | Távolugrás | 200 m | 200 m | Végeredmény | Végeredmény |
| Versenyző    | Versenyszám | Idő       | Pont      | Eredmény  | Pont      | Eredmény   | Pont       | Eredmény   | Pont       | Idő   | Pont  | Pont        | Helyezés    |
| ------------ | ----------- | --------- | --------- | --------- | --------- | ---------- | ---------- | ---------- | ---------- | ----- | ----- | ----------- | ----------- |
| Andrea Bruce | Ötpróba     | 13,94     | 987       | 10,23 m   | 545       | 182 cm     | 1003       | 550 cm     | 700        | 24,66 | 918   | 4153        | 15.         |

* - egy másik versenyzővel azonos eredményt/időt ért el

** - két másik versenyzővel azonos időt ért el

## Kerékpározás

### Országúti kerékpározás
Férfi
| Versenyző     | Versenyszám   | Idő           | Helyezés      |
| ------------- | ------------- | ------------- | ------------- |
| Errol Walters | Mezőnyverseny | nem ért célba | nem ért célba |

### Pálya-kerékpározás
Sprintverseny
| Versenyző       | Versenyszám  | 1. forduló                | 1. forduló | Vigaszág             | Vigaszág | Nyolcaddöntő                                              | Nyolcaddöntő | Vigaszág selejtező                                | Vigaszág selejtező | Vigaszág döntő       | Vigaszág döntő | Negyeddöntő          | 5–8. helyért           | 5–8. helyért | Elődöntő             | Döntő                | Helyezés    |
| Versenyző       | Versenyszám  | Ellenfél Győztes idő      | Hely.      | Ellenfél Győztes idő | Hely.    | Ellenfelek Győztes idő                                    | Hely.        | Ellenfelek Győztes idő                            | Hely.              | Ellenfél Győztes idő | Hely.          | Ellenfél Győztes idő | Ellenfelek Győztes idő | Hely.        | Ellenfél Győztes idő | Ellenfél Győztes idő | Helyezés    |
| --------------- | ------------ | ------------------------- | ---------- | -------------------- | -------- | --------------------------------------------------------- | ------------ | ------------------------------------------------- | ------------------ | -------------------- | -------------- | -------------------- | ---------------------- | ------------ | -------------------- | -------------------- | ----------- |
| Xavier Mirander | Férfi egyéni | Trevor Gadd (GBR) · 11,45 | 1.         |                      |          | Hans-Jürgen Geschke (GDR) · Julio Echeverry (COL) · 11,52 | 2.           | Serhiy Kravtsov (URS) · Trevor Gadd (GBR) · 11,31 | 3.                 | kiesett              | kiesett        | kiesett              | kiesett                | kiesett      | kiesett              | kiesett              | helyezetlen |

Időfutam
| Versenyző    | Versenyszám  | Idő      | Helyezés |
| ------------ | ------------ | -------- | -------- |
| David Weller | Férfi egyéni | 1:08,534 | 11.      |

## Ökölvívás
| Versenyző         | Versenyszám | Selejtező         | 32-es főtábla                            | Nyolcaddöntő                                   | Negyeddöntő                  | Elődöntő          | Döntő             | Helyezés |
| Versenyző         | Versenyszám | Ellenfél Eredmény | Ellenfél Eredmény                        | Ellenfél Eredmény                              | Ellenfél Eredmény            | Ellenfél Eredmény | Ellenfél Eredmény | Helyezés |
| ----------------- | ----------- | ----------------- | ---------------------------------------- | ---------------------------------------------- | ---------------------------- | ----------------- | ----------------- | -------- |
| Clarence Robinson | Pehelysúly  | erőnyerő          | Jonathan Magagula (SWZ) · nem vett részt | Cshö Cshungil (Choi Chung-Il) (KOR) · kizárták | kiesett                      | kiesett           | kiesett           | 9.       |
| Michael McCallum  | Váltósúly   | erőnyerő          | Damdinjavyn Bandi (MGL) · 5-0            | Robert Dauer (AUS) · 5-0                       | Reinhard Skricek (FRG) · 2-3 | kiesett           | kiesett           | 5.       |
| Trevor Berbick    | Nehézsúly   |                   | erőnyerő                                 | Mircea Simion (ROU) · 0-5                      | kiesett                      | kiesett           | kiesett           | 9.       |